# Cúpula de Ferro

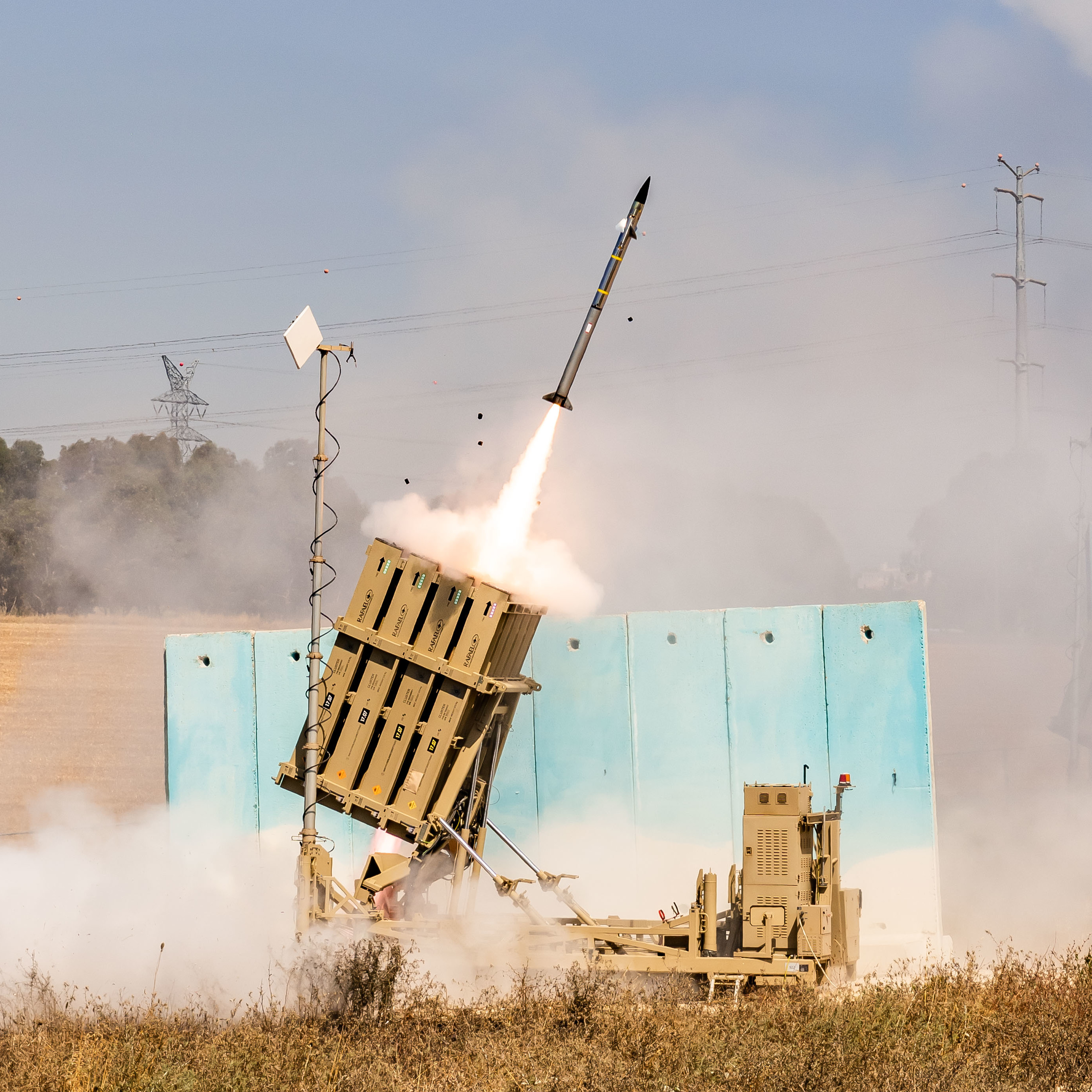
O Iron Dome israelense.

Cúpula ou Domo de Ferro (em hebraico:  כִּפַּת בַּרְזֶל, transliterado como kipat barzel; em inglês:  Iron Dome) é um sistema de defesa antiaérea desenvolvido pela Rafael Advanced Defense Systems, uma empresa de Israel. O sistema foi projetado para interceptar e destruir mísseis de curto alcance e bombas de artilharia disparadas de distâncias de 4 a 70 quilômetros e cuja trajetória seja áreas povoadas. Israel espera aumentar o leque de interceptações da Cúpula de Ferro através do aumento do alcance máximo do sistema para alvos entre 70 e 250 quilômetros de distância e tornar possível que a Cúpula possa interceptar mísseis provenientes de duas direções simultaneamente.
A Cúpula de Ferro foi declarada operacional e inicialmente implantada em 27 de março 2011 perto da cidade israelense de Bersebá. Em 7 de abril de 2011, o sistema conseguiu, pela primeira vez, interceptar um míssil Grad lançado da Faixa de Gaza. Em 10 de março de 2012, o jornal The Jerusalem Post afirmou que o sistema derrubou de 90% dos mísseis lançados a partir de Gaza que iriam atingir áreas povoadas. Em novembro de 2012, declarações oficiais indicaram que o sistema tinha interceptado mais de 400 mísseis. Em 19 de novembro, o repórter Mark Thompson escreveu que, embora esses números sejam impossíveis de confirmar, a "falta de baixas israelenses sugere que a Cúpula de Ferro é o escudo antimísseis mais testado e mais eficaz que o mundo já viu."
Em 28 de setembro de 2011, o site especializado Flight Global informou que, de acordo com uma fonte da Rafael Systems, as Forças de Defesa de Israel descobriram durante a implantação do sistema que ele também é eficaz contra aeronaves até uma altitude de 32 800 pés (10 mil metros).